# Белградська операція

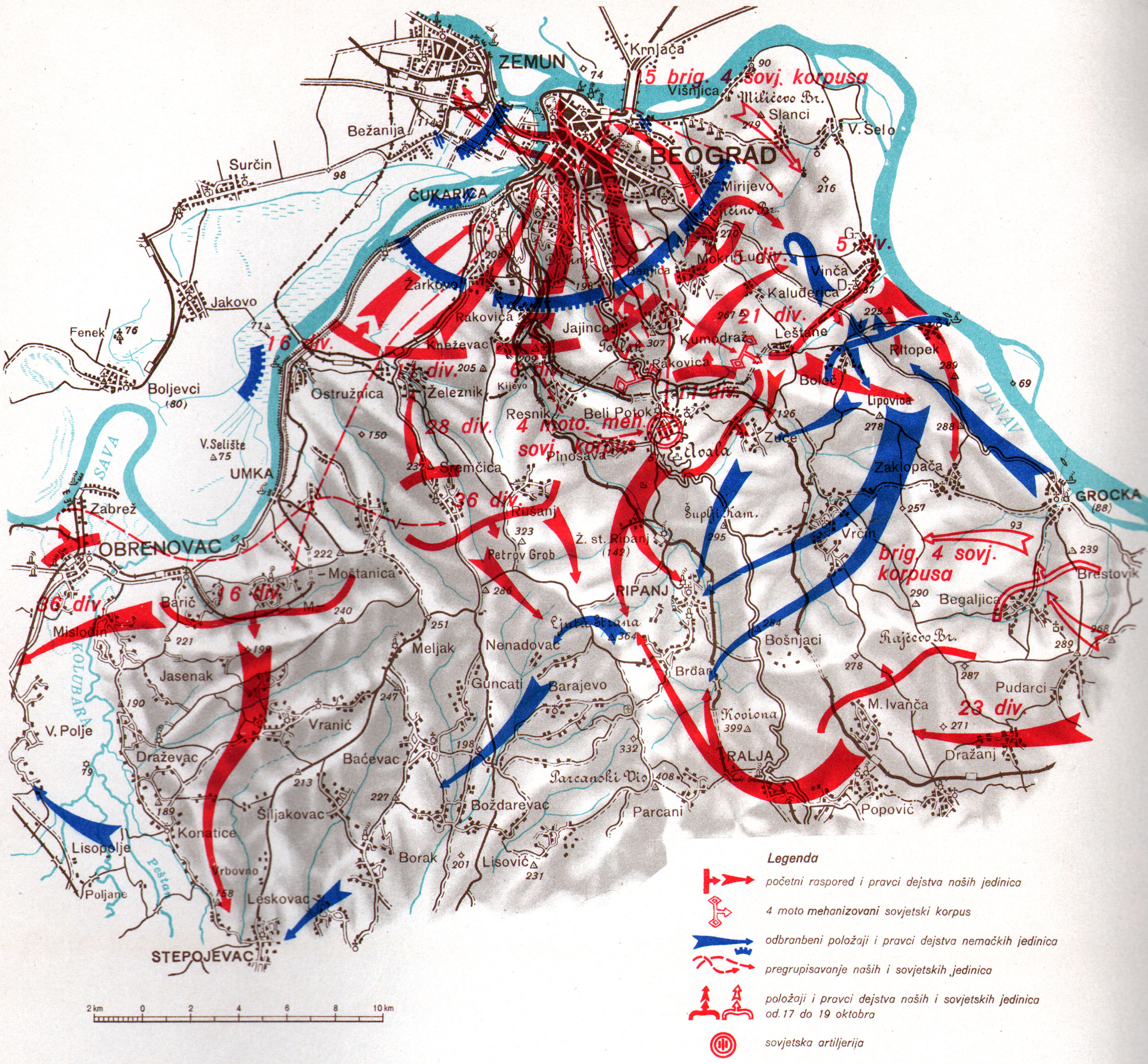

Белгра́дська опера́ція (29 вересня — 20 жовтня 1944) — наступальна операція 3-го Українського фронту (командувач — Маршал Радянського Союзу Ф. І. Толбухін) і оперативно підлеглих йому Дунайської військової флотилії та болгарської армії у взаємодії з військами лівого крила 2-го Українського фронту (командувач — Маршал Радянського Союзу Р. Я. Малиновський) і Народно-визвольною армією Югославії (НВАЮ; командувач — маршал Й. Броз-Тіто) зі звільнення території Югославії та її столиці Белграда від німецьких окупантів.

## Передумови
На початок вересня 1944 на Балканському півострові (Югославія, Греція і Албанія) дислокувалися німецькі війська групи армій «E» (південь півострова) і «F» (північна частина). У зв'язку з негативною зміною стратегічної обстави в південно-східній Європі (розгром німецьких військ в Яссько-Кишинівській операції і вихід з війни Болгарії і Румунії) і просуванням радянських військ на Балкани, групі армій «Е» було наказано відійти в Угорщину під прикриття армійської групи «Сербія», виділеної зі складу групи армій «F».
На початку вересня 1944 в результаті народного озброєного повстання монархо-фашистський режим у Болгарії був повалений. Уряд, що прийшов до влади, оголосив війну Німеччині. До кінця вересня на болгарсько-югославському кордоні в районі Видина були зосереджені війська 3-го Українського фронту під командуванням Маршала Радянського Союзу Ф. І. Толбухіна, а південніше, до стику кордонів Болгарії, Югославії та Греції, були розгорнуті 1-ша, 2-га і 4-та болгарські армії, що знаходилися в оперативному підпорядкуванні 3-го Українського фронту. З югославської території сприяння наступаючим військам були готові надати частини Народно-визвольної армії Югославії (НВАЮ).
Попередньо операція була узгоджена з командувачем НВАЮ Йосипом Броз Тіто, який 21 вересня прибув на радянському літаку в Румунію, а звідти вилетів до Москви, де зустрівся зі Сталіним. Було, зокрема, досягнуто домовленості про участь в операції болгарських військ.

## Хід операції
Ще до початку операції 17-а повітряна армія отримала завдання перешкоджати відступу німецьких військ з Греції і південних районів Югославії. Для цього в період з 15 по 21 вересня нею здійснювалися авіанальоти на залізничні мости та інші важливі об'єкти в районах Ніша, Скоп'є, Крушеваца.
28 вересня наступ з району Видина в загальному напрямку на Белград почали війська 57-ї армії (командувач генерал-лейтенант Гаген), які за сприяння Дунайської військової флотилії (прикривала правий фланг наступу, що виробляла перевезення військ і бойової техніки, висадила десанти в Радуєвац та Прахово) і 17-ї повітряної армії, у взаємодії з 13-м і 14-м корпусом НВАЮ, прорвали прикордонну оборону противника, з важкими боями подолали Сербські Карпати, і 8 жовтня форсували річку Морава, захопивши два плацдарми в районах Велика-Плану і Паланка, звідки 12 жовтня в бій був введений перекинутий сюди з Південно-Східної Болгарії 4-й гвардійський мехкорпус для розвитку наступу на Белград з півдня. Одночасно в наступ перейшли 1-й Пролетарський і 12-й Ударний корпуси НВАЮ.
10-й гвардійський стрілецький корпус зі складу 46-ї армії 2-го Українського фронту спільно з частинами НВАЮ форсував Дунай, забезпечивши наступ на Белград з північного сходу. Він очистив югославське лівобережжя Дунаю і Тиси, заволодівши містом Панчево.
4-й гвардійський мехкорпус, подолавши опір противника на південь від Белграда, 14 жовтня підійшов до міста і зав'язав бої на околиці. 12-й корпус НВАЮ утримував дороги в напрямку Белграда на південь від річки Сава. 57-ма армія стрімко просувалася до Белграда уздовж Дунаю. Дунайська флотилія 16 жовтня висадила десант в Смедерево. Штурм міста затягнувся у зв'язку з відволіканням частини сил на ліквідацію багатотисячного угруповання противника, оточеного на південний схід від Белграда. 20 жовтня Белград був повністю звільнений. У штурмі столиці брали участь з радянської сторони 4-й гвардійський мехкорпус, 73-тя і 106-та гвардійська, 236-та стрілецькі дивізії, кілька артилерійських бригад, артилерійських, мінометних і самохідно-артилерійських полків, зенітно-артилерійська дивізія і 3 окремих зенітно-артилерійські полки; з югославської сторони — 8 дивізій 1-го Пролетарського і 12-го корпусів НВАЮ. Наступного дня частини 3-го Українського фронту взяли штурмом Кралево і остаточно перерізали магістраль Салоніки — Белград.
2-га болгарська армія, взаємодіючи з 13-м армійським корпусом НВАЮ, просувалася з південного сходу. Ними були звільнені міста Ніш і Лесковац і перерізані основні шляхи відходу групи армій «Е» уздовж річок Південна Морава і Морава, яка у зв'язку з цим була змушена відступати через гірські райони Чорногорії й Боснії і не змогла посилити німецьке угруповання в Угорщині.
Двадцяти частинам і з'єднанням Червоної Армії було присвоєно почесне найменування Белградських. Президія ВР СРСР Указом від 19 червня 1945 заснував медаль «За визволення Белграда».

## Підсумки операції
В результаті Белградської операції була розгромлена армійська група «Сербія», фронт групи армій «Ф» був відсунутий на північ більш ніж на 200 км. Були створені сприятливі умови для проведення Будапештської операції. Війська 3-го Українського фронту були перекинуті в Угорщину і надалі надавали допомогу югославській армії, що продовжувала звільнення своєї країни, в основному зброєю, спорядженням і боєприпасами. Після того як було перерізано магістраль Салоніки-Белград, група армій «F», розташована в Греції, опинилася в критичному стані. Німецьким військам довелося відходити на північ в обхід через важкодоступні, контрольовані партизанами райони Боснії. Відхід супроводжувався великими втратами в живій силі. Більшу частину техніки, боєприпасів, продовольства німецьким військам довелося кинути. Все це не дозволило відступаючим німецьким частинам взяти своєчасну участь в битві за Угорщину. Розгром німецьких військ в Белградській операції створив передумови для звільнення Народно-визвольною армією Югославії решти Сербії, Чорногорії та Македонії в листопаді-грудні 1944 року.